# Stanislav Kettner
Stanislav Kettner (23. září 1919 Kněževes – 21. ledna 1972) byl český a československý politik Československé strany socialistické a poúnorový poslanec Národního shromáždění ČSR, Národního shromáždění ČSSR a Sněmovny lidu Federálního shromáždění.

## Biografie
Pocházel z rodiny zemědělce a kováře. Sám se vyučil kovářem a absolvoval zemědělskou Střední zemědělskou školu v Chuchli. Po smrti otce vedl kovářskou dílnu a zemědělskou usedlost s výměrou 10 hektarů.[zdroj?]
Ve volbách roku 1954 byl zvolen za ČSS poslancem ve volebním obvodu Praha-venkov. V parlamentu setrval do konce volebního období, tedy do voleb v roce 1960. Znovu se do nejvyššího zákonodárného sboru dostal ve volbách v roce 1964 (nyní již jako poslanec Národního shromáždění ČSSR za Středočeský kraj). V Národním shromáždění zasedal až do konce jeho funkčního období v roce 1968.
V rámci Československé strany socialistické byl předsedou ústřední komise pro zemědělství a družstevnictví. V této funkci nahradil roku 1954 Antonína Vlasáka, po němž převzal i post poslance. Profesně se tehdy uvádí jako předseda JZD v obci Kněževes. Kromě toho se v roce 1954 uvádí i jako člen ONV. Předsedou místního JZD byl od roku 1950 až do své smrti roku 1972. Řadu let také zastával vedoucí funkce v Československé straně socialistické.[zdroj?]
Po federalizaci Československa usedl roku 1969 za ČSS do Sněmovny lidu Federálního shromáždění (volební obvod Hostivice), kde setrval do konce roku 1970, kdy na mandát rezignoval.